# Got7
Got7 (en hangul, 갓세븐; estilizado como GOT7) es una boy band surcoreana compuesta por siete miembros, tres de ellos extranjeros (China, Estados Unidos y Tailandia). Su debut fue el 16 de enero de 2014 con el lanzamiento de la canción «Girls Girls Girls».Posteriormente publicaron su primer EP, Got it?, que los llevó a alcanzar la primera posición en la lista de popularidad estadounidense Billboard Top World Albums Chart. El 22 de octubre de ese mismo año, debutaron en Japón con el lanzamiento de su primer sencillo «Around the World».
La banda está compuesta por Jay B, Mark Tuan, Jinyoung, Jackson Wang, Youngjae, BamBam y Yugyeom, quienes se caracterizan por ser un grupo culturalmente diverso al tener miembros provenientes de Corea del Sur, Hong Kong, Tailandia y Estados Unidos. Desde sus inicios, el grupo tuvo éxito inmediato tanto en los países de origen de sus integrantes, como en gran parte del mundo, recibiendo múltiples galardones y nominaciones.
El 11 de enero de 2021, JYP Entertainment anunció que todos los miembros de la agrupación abandonarían la compañía, debido a la expiración de sus contratos exclusivos. La terminación del contrato se hizo efectiva el 19 de enero de 2021.
El 20 de febrero del 2021, manteniendo la promesa de seguir como grupo, lanzaron oficialmente la canción  «Encore», posicionándose como el primer grupo de K-pop en conquistar el #1 de iTunes Estados Unidos en lo que va del año, y llegando a la cima en las listas de iTunes del mundo.

## Historia

### 2009-2013: JJ Project y formación
En 2009, Jay B y Jinyoung obtuvieron el primer lugar juntos en la audición de JYP Entertainment y se convirtieron en aprendices de la empresa. En 2010, Mark y BamBam fueron reclutados en Los Ángeles, Estados Unidos y Bangkok, Tailandia. Ese mismo año, Yugyeom se convirtió en aprendiz de JYP después de que se le ofreció una oportunidad en su escuela de baile. En diciembre, Jackson pasó la audición de JYP en Hong Kong, pero no comenzó su entrenamiento hasta el verano de 2011.
Jay B y Jinyoung, entonces conocido por el nombre artístico Junior, hicieron su debut como actores en el drama televisivo de 2012 Dream High 2. En mayo, ellos debutaron como el dúo JJ Project con el sencillo  «Bounce». El dúo apareció nuevamente como actores para el drama de 2013, When a Man Falls in Love.
Mientras tanto, Mark, Jackson, BamBam y Yugyeom se preparaban juntos en JYP Entertainment. El cuarteto hizo una aparición en televisión en el cuarto episodio del programa de supervivencia de Mnet "
Who is Next: WIN, que salió al aire el 6 de septiembre de 2013. El séptimo y último miembro en unirse al grupo fue Youngjae, que solo había sido aprendiz durante siete meses.

### 2014: Debut conGot It?,Got Love,IdentifyyAround the World
JYP Entertainment anunció a GOT7 el 1 de enero de 2014. Fueron el primer grupo de chicos de JYP desde el debut de 2PM en 2008. GOT7 fue descrito como un grupo de hip-hop que incorpora estilos de artes marciales y b-boying en sus actuaciones. El grupo lanzó su primer EP, Got It?, el 20 de enero de 2014. El álbum saltó al número #1 en el World Albums Chart de Billboard y fue #2 en el Gaon Album Chart. GOT7 hizo su debut oficial en el programa musical de Mnet M!Countdown el 16 de enero de 2014, presentando su sencillo debut «Girls Girls Girls». Poco después de su debut, el grupo firmó un contrato con Sony Music Entertainment de Japón para realizar promociones en ese país.
El 23 de junio, GOT7 lanzó su segundo EP, Got Love, con su canción principal «A», que fue escrita y producida por J.Y. Park. Para su nuevo EP, el grupo optó por mostrar una imagen más brillante y colorida que sus artes marciales y coreografía de estilo b-boy destacada en el debut. En noviembre de 2014, el grupo lanzó su primer álbum completo, Identify, así como el video musical de su tema principal, «Stop Stop It». Identify encabezó el Weekly Album Sales Chart de Gaon en su primera semana y «Stop Stop It» alcanzó el número cuatro en la lista de World Digital Songs de Billboard. En octubre, GOT7 realizó su primera gira por Japón, "GOT7 1st Japan Tour 2014", y debutó en Japón el 22 de octubre con su sencillo Around The World. Esto incluyó la canción de hip-hop «So Lucky», compuesta y escrita por Jun.K de 2PM.

### 2015:Love Train,Just Right,Laugh Laugh LaughyMAD
En enero, GOT7 recibió el «New Artist Award» en los 29° Golden Disc Awards en los 24º Seoul Music Awards. En el mismo mes, GOT7 protagonizó su propio drama web Dream Knight, coproducido por Youku Tudou y JYP Pictures, presentando a la actriz Song Ha-yoon como el papel principal femenino. El drama cuenta la historia de una niña que comparte sueños, amor y amistad con un grupo de chicos misteriosos y reunió cerca de 13 millones de visitas en total. El programa recibió el «Best Drama Award», «Best Director Award» and «Rising Star Award» en el K-Web Fest en julio.
El 10 de junio de 2015, el grupo lanzó su segundo sencillo japonés «Love Train», que debutó en el #4 en la lista de Oricon Singles Chart. El sencillo contiene un «Love Train», la canción original japonesa «O.M.G.» y las interpretaciones instrumentales de las dos pistas. El grupo lanzó su tercer EP, Just Right, el 13 de julio de 2015. La canción principal, «Just Right», alcanzó el puesto #3 en el World Digital Songs de Billboard, permaneciendo en el top tres durante dos semanas consecutivas.
Got7 lanzó su tercer sencillo japonés «Laugh Laugh Laugh» con su lado B «Be My Girl» el 23 de septiembre. Vendió más de 35.000 copias en la primera semana de su lanzamiento y obtuvo el primer lugar en el Oricon Singles Chart.
El grupo lanzó su cuarto EP, MAD, y el video musical de su tema principal, «If You Do», el 29 de septiembre. Continuaron este lanzamiento con su primer álbum reeditado, MAD: Winter Edition, el 23 de noviembre, con tres pistas adicionales, «Confession Song», «Everyday» y «Farewell».

### 2016:Flight Log: Departure, Fly Tour yFlight Log: Turbulence
El 3 de febrero de 2016, GOT7 lanzó su primer álbum de estudio japonés titulado Moriagatteyo. El sencillo principal está compuesto por Jang Wooyoung de 2PM y presenta un bside co-compuesto por Jun.K también de 2PM. El álbum se colocó en el número dos en las listas Oricon. El álbum presenta 12 canciones japonesas originales que incluyen canciones de sus primeros tres sencillos japoneses. El álbum también presenta 4 versiones japonesas de sus sencillos coreanos «Girls Girls Girls», «A», «Stop Stop It» y «Just Right». El 15 de febrero de 2016, GOT7 y sus compañeras TWICE fueron confirmados como los nuevos embajadores de ropa para NBA Style Korea. El 21 de marzo de 2016, se lanzó el quinto EP de GOT7, Flight Log: Departure y su tema principal, «Fly». El 31 de marzo, GOT7 se convirtió en el primer artista coreano en aparecer en el Artist 100 de Billboard desde PSY (alcanzando el #88), ingresando en el número 45. El 9 de abril de 2016, GOT7 ingresó al Artist 100 de Billboard en el #45, convirtiéndose en el segundo artista de K-pop en el ranking. Flight Log: Departure debutó #2 en el Heatseekers Album Chart de Billboard y en el World Albums Chart de Billboard. El 12 de abril, GOT7 lanzó digitalmente «Home Run», la segunda canción principal de su álbum Flight Log: Departure - JB participó en la composición y letra de la canción.
GOT7 celebró su primer concierto en solitario, Fly Tour, del 29 al 30 de abril en Seúl, y la gira continuó teniendo fechas en China, Japón, Tailandia, Singapur y Estados Unidos durante todo el verano.
En la primera mitad del año, el grupo se convirtió en modelo de marca en Tailandia para IT'S SKIN, la marca de softlens BAUSCH+LOMB, y Est Cola. Para BAUSCH+LOMB, Mark, BamBam y Jinyoung protagonizaron un cortometraje junto a tres actores tailandeses titulado Sanctuary, que se emitió el 11 de mayo.
El 27 de septiembre, GOT7 lanzó su segundo álbum de estudio titulado Flight Log: Turbulence, que consta de trece canciones, incluida la canción principal «Hard Carry». Los miembros han contribuido a la composición y letras de 11 pistas en el álbum. Vendió 200.000 copias de álbumes en Corea del Sur y debutó en el #1 en el World Albums Chart de Billboard, vendiendo 2.000 copias en los Estados Unidos.
El 16 de noviembre, GOT7 lanzó su primer EP japonés titulado Hey Yah. El álbum ocupó el tercer lugar en la lista de Oricon y es el primer álbum japonés en el que los miembros participaron en la escritura y la composición. El álbum también presenta una canción producida por Jang Wooyoung de 2PM que previamente trabajó con GOT7.
Fly se colocó en el número 15 en el World Albums Chart de finales de año de Billboard, marcando la primera aparición de GOT7 en la lista, y también se posicionaron en el número 6 en World Albums Artists Chart de finales de año de Billboard, haciéndolos el artista mejor posicionado. Hasta la fecha, solo G-Dragon, SHINee, 2NE1 y EXO han aterrizado en esta lista.

### 2017:Flight Log: Arrival,My Swagger,7 For 7,yTurn Up
En febrero de 2017, se reabrió el área de donaciones G+ Star Zone, decorada con retratos de tamaño natural de GOT7, para recaudar fondos en su nombre para ayudar a los adolescentes económicamente desfavorecidos.
El 13 de marzo, se lanzó el tercer álbum de la trilogía Flight Log, Flight Log: Arrival. El álbum vendió 220.000 copias solo en preventa y, con 310.000 vendidas hasta el 14 de abril, superó las ventas totales de 230.000 copias para Flight Log: Turbulence. Además, Flight Log: Arrival se ubicó en primer lugar en las listas de álbumes de Gaon y Hanteo en marzo, superando el World Album Chart de Billboard.
El 24 de mayo, el grupo lanzó un nuevo sencillo en Japón, «My Swagger», que encabezó el Japan Single Chart de Billboard y obtuvo el segundo lugar en Oricon el día del lanzamiento.
El 10 de octubre, el grupo lanzó su séptimo EP titulado 7 for 7. La canción principal «You Are» es co-compuesta y coescrita por el líder del grupo, Jay B. El álbum también presenta canciones escritas y compuestas por los propios miembros. Tras el lanzamiento de su álbum, la canción principal «You Are» encabezó las listas de música en tiempo real en Corea del Sur.
El 15 de noviembre, el grupo lanzó su segundo EP japonés titulado «Turn Up». Simultáneamente celebraron su gira en Japón titulado GOT7 Japan Tour 2017: Turn Up. Este es el primer álbum y gira del grupo en el que Jackson no participó debido a problemas de salud y horarios contradictorios, lo que provocó que se detuvieran todos sus horarios en Japón, con la excepción de ocasiones especiales.
El 7 de diciembre, GOT7 lanzó la reedición de  su EP 7 for 7 Present edition  con nuevas fotos de los miembros. Junto con la reedición del álbum, el grupo lanzó un video performance para su lado b «Teenager», que está compuesto por el miembro Jay B.

## Miembros
| Integrantes      | Integrantes      | Integrantes          | Integrantes            | Integrantes                        | Integrantes                             |                                                                                |
| Nombre artístico | Nombre artístico | Nombre de nacimiento | Nombre de nacimiento   | Fecha de nacimiento                | Lugar de nacimiento                     | Posiciones                                                                     |
| Romanización     | Hangul           | Romanización         | Hangul Hanja Tailandés | Fecha de nacimiento                | Lugar de nacimiento                     | Posiciones                                                                     |
| ---------------- | ---------------- | -------------------- | ---------------------- | ---------------------------------- | --------------------------------------- | ------------------------------------------------------------------------------ |
| Mark             | 마크             | Mark Yi En Tuan      | 段宜恩                 | 4 de septiembre de 1993 (31 años)  | Los Ángeles, California, Estados Unidos | Rapero, vocalista, bailarín y visual                                           |
| Jay B            | 제이비           | Lim Jae-Beom         | 임재범                 | 6 de enero de 1994 (31 años)       | Goyang, Gyeonggi, Corea del Sur         | Líder, vocalista principal, centro y bailarín líder                            |
| Jackson          | 잭슨             | Wáng Jiā ěr          | 王嘉爾                 | 28 de marzo de 1994 (30 años)      | Kowloon Tong, Hong Kong británico       | Rapero principal, vocalista, cara del grupo y bailarín                         |
| Jinyoung         | 진영             | Park Jin Young       | 박진영                 | 22 de septiembre de 1994 (30 años) | Jinhae-gu, Changwon, Corea del Sur      | Vocalista líder(JJ Project), visual, centro, cara del grupo, rapero y bailarín |
| Youngjae         | 영재             | Choi Young Jae       | 최영재                 | 17 de septiembre de 1996 (28 años) | Mokpo, Jeolla del Sur, Corea del Sur    | Vocalista principal y bailarín                                                 |
| BamBam           | 뱀뱀             | Kunpimook Bhuwakul   | กันต์พิมุกต์ ภูวกุล           | 2 de mayo de 1997 (27 años)        | Bangkok, Tailandia                      | Rapero líder, vocalista y bailarín líder                                       |
| Yugyeom          | 유겸             | Kim Yu Gyeom         | 김유겸                 | 17 de noviembre de 1997 (27 años)  | Namyangju, Gyeonggi, Corea del Sur      | Vocalista líder(JUS2), bailarín principal, rapero y maknae                     |

## Discografía
| Álbumes de estudio - 2014: Identify - 2016: Flight Log: Turbulence - 2018: Present:You - 2020: Breath Of Love: Last Piece Miniálbum / EP - 2014: Got It? - 2014: Got Love - 2015: Just Right - 2015: Mad - 2015: Mad - Winter Edition - 2016: Flight Log: Departure - 2017: Flight Log: Arrival - 2017: 7 for 7 - 2018: Eyes On You - 2018: "Present: You & Me - 2019: Spining Top: Between Security & Insecurity - 2019: Call my name - 2020: "DYE" - 2022: "GOT7" - 2025: "Winter Heptagon" Álbum de estudio - 2016: Moriagatteyo Miniálbum / EP - 2016: Hey Yah - 2017: My Swagger - 2017: Turn Up - 2018: THE New Era - 2019: I WON'T LET YOU GO - 2019: Love Loop |

## Giras

### Japón
- GOT7 Japan Tour 2014 "Around The World"
- GOT7 Japan Tour 2016
- Japan Showcase Tour 2017 Meet Me"
- GOT7 Arena Special 2017 "My Swagger"
- GOT7 Japan Tour 2017 "Turn Up"
- GOT7 Arena Special 2018-2019 "Road 2U"
- GOT7 Japan Tour 2019 "Our Loop"

### Mundial
- GOT7 Fly World Tour 2016
- GOT7 Eyes On You World Tour 2018
- GOT7 Keep Spinning World Tour 2019

## Filmografía

### Programas de variedades
| Año  | Programa                | Notas                                                |
| ---- | ----------------------- | ---------------------------------------------------- |
| 2017 | I Can See Your Voice    | Jackson])                                            |
| 2018 | Home 2: The Boov Sequel | Ep. #2 - Una Secuela de Boov: (no apareció Jinyoung) |